# جاش گینلی
جاش گینلی (انگلیسی: Josh Ginnelly؛ زادهٔ ۲۴ مارس ۱۹۹۷) بازیکن فوتبال اهل بریتانیا است.
از باشگاه‌هایی که در آن بازی کرده‌است می‌توان به باشگاه فوتبال شروزبری تاون، باشگاه فوتبال برنلی، و باشگاه فوتبال آلترینچام اشاره کرد.